# GAU-8 Avenger
«Авенджер» (англ. Avenger, [əˈvendʒə] — «мститель», авиационный индекс — GAU-8/A) — 30-миллиметровая семиствольная авиационная пушка схемы Гатлинга с вращающимся блоком стволов, устанавливаемая на американских штурмовиках A-10 Thunderbolt II. GAU-8 — одна из наиболее мощных авиационных пушек данного калибра.

## История

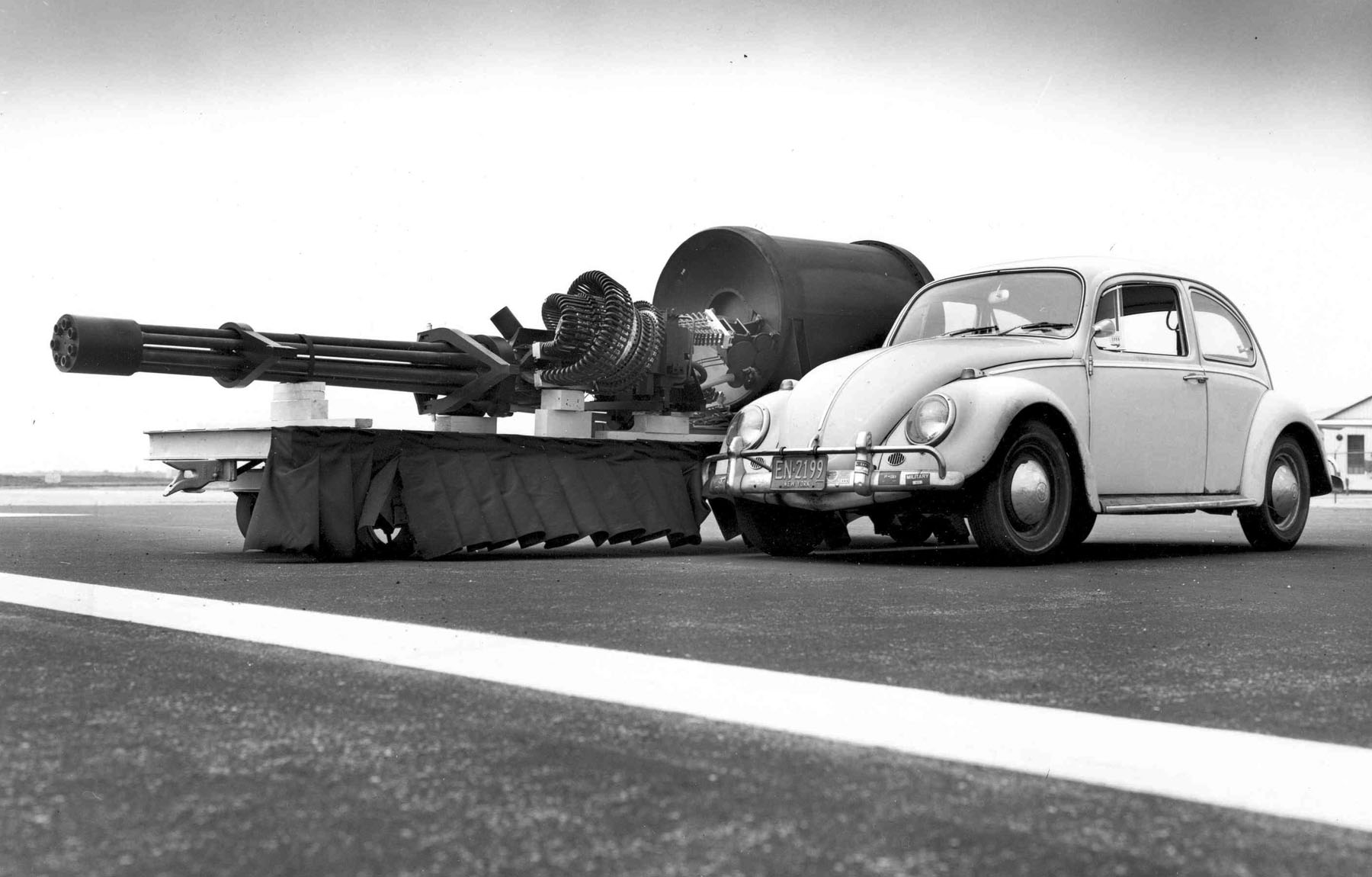
GAU-8/A рядом с Фольксваген «Жук».

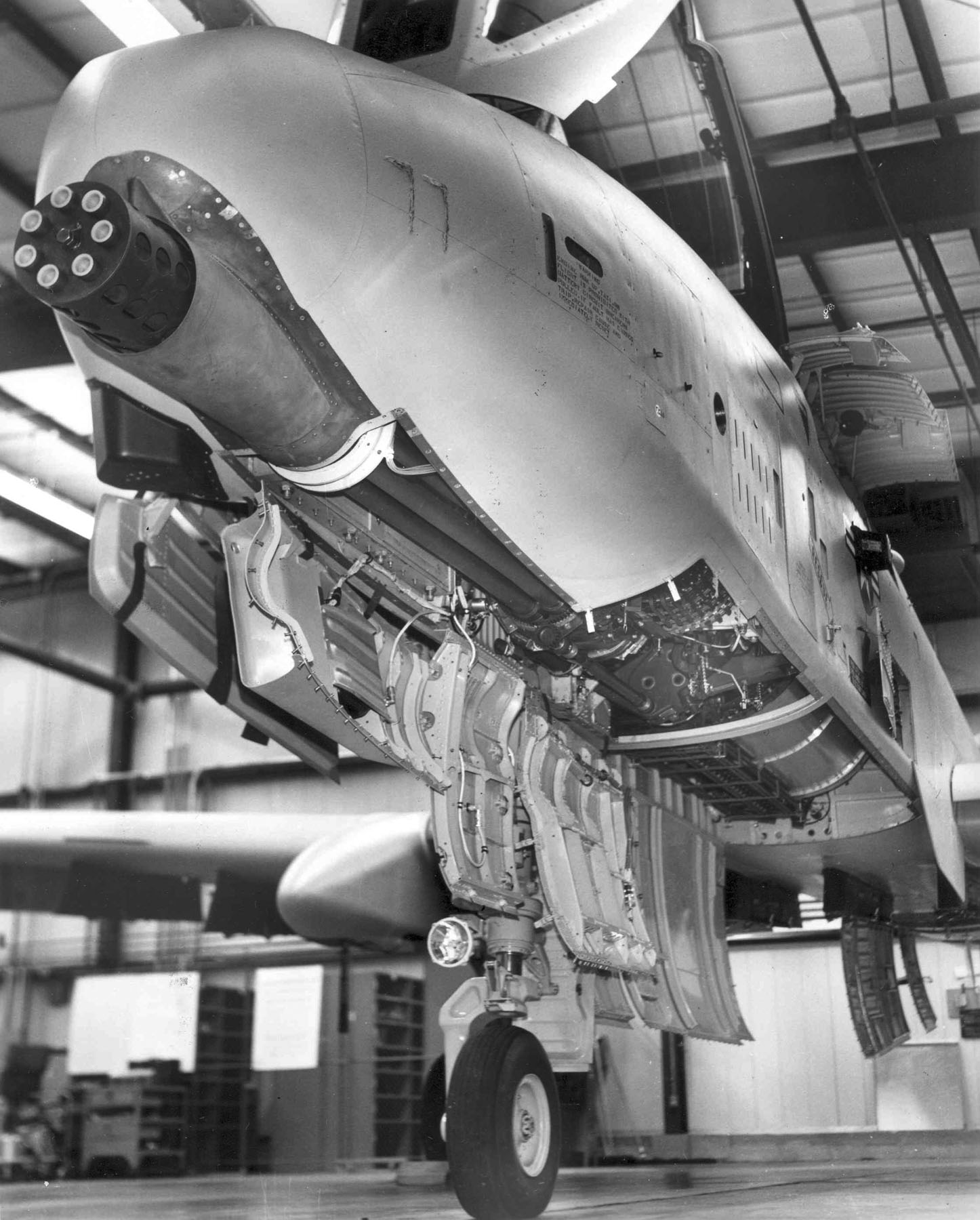
Размещение GAU-8/A в нижнем фюзеляжном отсеке самолёта A-10.

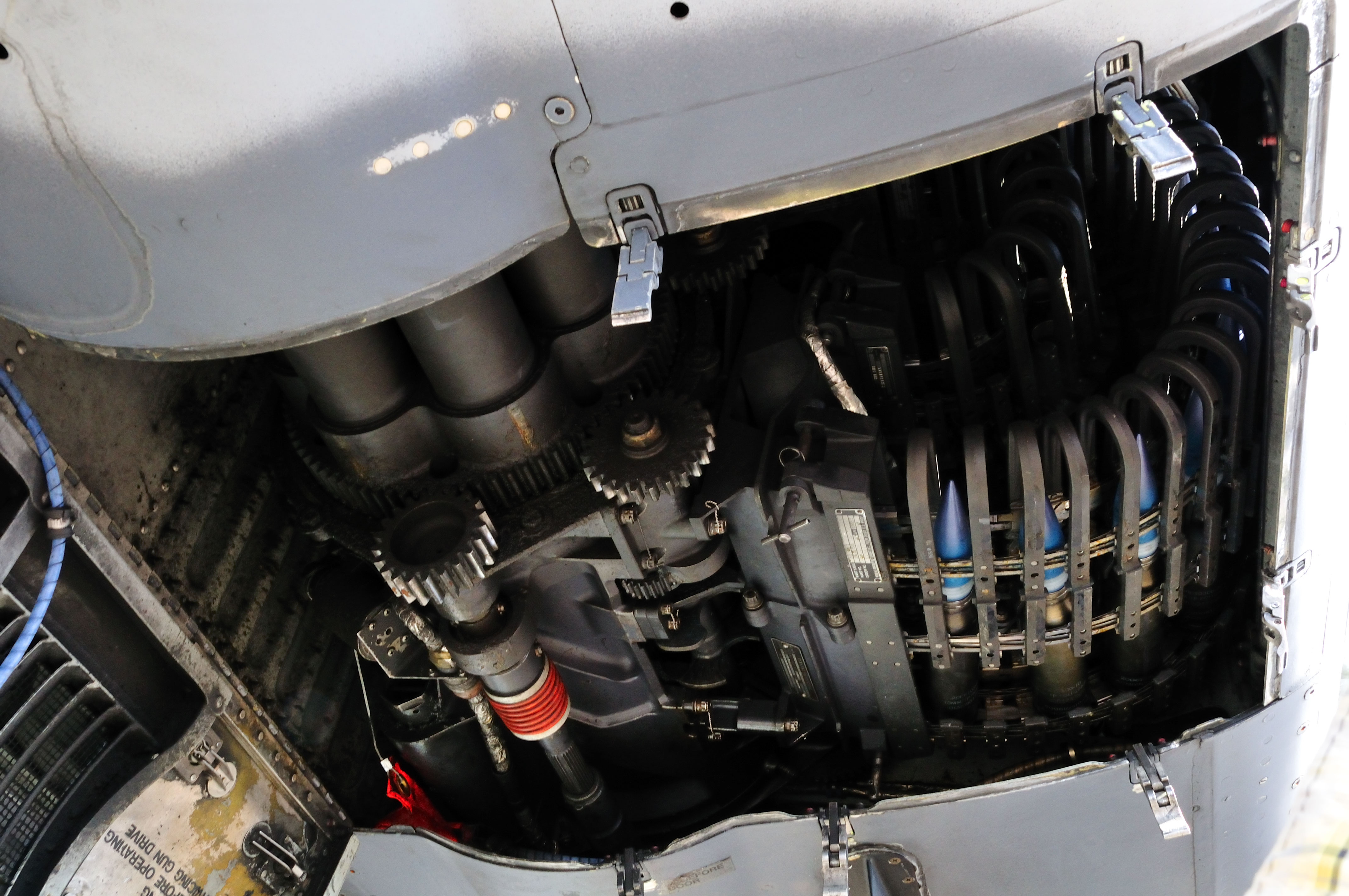
Рукав беззвеньевой системы подачи патронов GAU-8.

Проект GAU-8 вырос из ранних наработок General Electric послевоенного периода. С первой половины 1950-х годов в лабораториях компании велась работа над образцами вооружения с вращающимся блоком стволов, калибр которых варьировался от 5,56 до 30 мм. Исходно заказчиком таких систем для применения в целях противовоздушной обороны выступала армия, и ВВС ничего не оставалось кроме как подстраиваться под уже ведущиеся армейские проекты, но после закрытия Спрингфилдского арсенала в 1968 году, ВВС усилиями начальника Центра авиационного вооружения генерал-майора Эдварда Мечлинга застолбили за собой право на разработку многоствольного вооружения, группа разработчиков многоствольных систем приняла приглашение авиаторов и передислоцировалась в Центр авиационного вооружения на авиабазу «Эглин». От указанного центра работами по проекту GAU-8 руководил Дэйл Дэвис. GAU-8 создавалась параллельно с проектом опытного самолёта-штурмовика A-X, в результате которого появился штурмовик A-10. Тактико-технические требования на пушку были определены в 1970 году, тогда же компания General Electric и подразделение Aeronutronic корпорации Philco-Ford предложили свои варианты пушки на конкурс. По программе A-X были построено две конкурирующих модели: A-10 и A-9. Оба самолёта могли нести пушку GAU-8, однако на испытаниях вместо неё использовалась 20-мм шестиствольная пушка M61 Vulcan. Победителем конкурса стал A-10, пушка GAU-8 и её системы заняли половину фюзеляжа A-10. Пушка установлена в центре фюзеляжа, носовую стойку шасси пришлось установить не по осевой линии, а сбоку справа.
Испытания
Совместные испытания GAU-8 и 25-мм безгильзовой опытной авиапушки GAU-7 проводились на авиабазе «Эдвардс» в Калифорнии в 1973—1974 гг. Первые опытные стрельбы GAU-8 и пушек конкурирующих образцов начались в июне 1973 года
Принятие на вооружение
Штурмовик A-10 с пушкой GAU-8/A приняты на вооружение ВВС США в 1976 году. Пушки выпускались на заводах General Electric, в настоящее время производство прекращено. Их обслуживанием занималась корпорация Martin Marietta, затем Lockheed Martin. Производством боеприпасов к пушкам занимались компании Aerojet Ordnance Co. (Дауни, Калифорния) и Honeywell, Inc. (Миннеаполис, Миннесота).
На сегодняшний день GAU-8 состоит на вооружении ВС США, Великобритании, Израиля.
Применение
Во время войны в Персидском заливе GAU-8 продемонстрировала способность без затруднений уничтожать иракские танки Т-72М.

## Конструкция

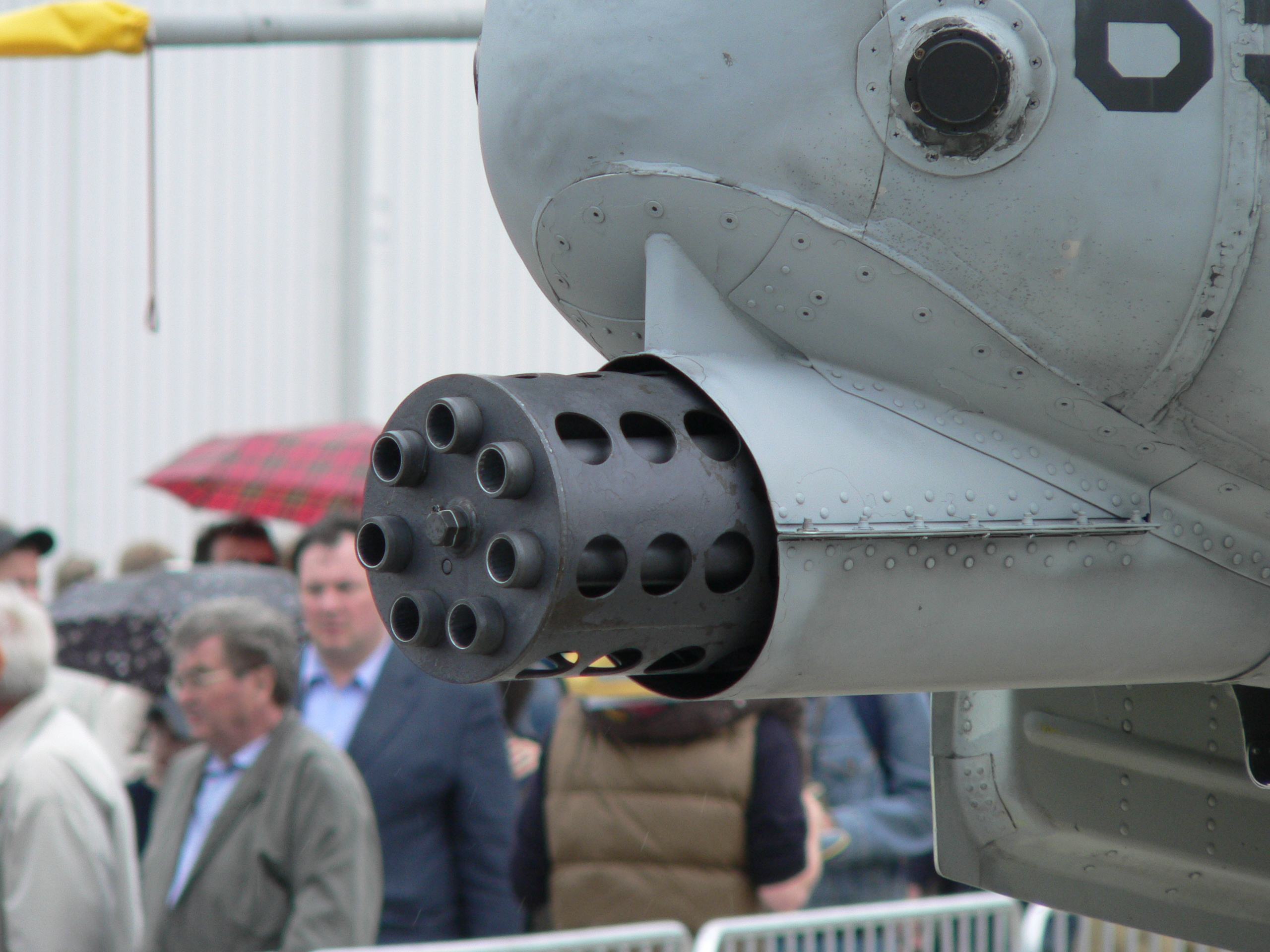
GAU 8/A на самолёте A-10

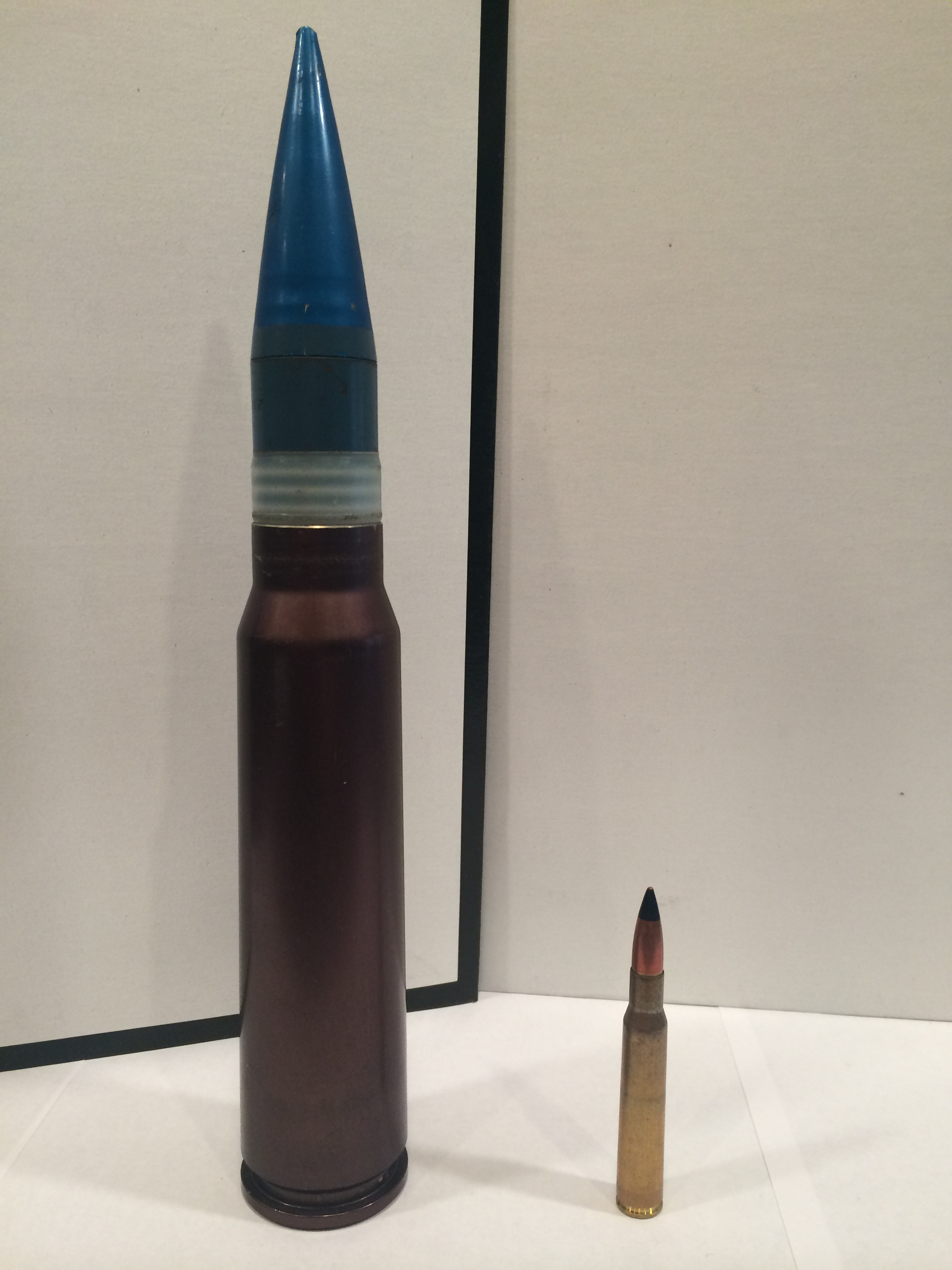
30 мм патрон GAU-8 (Практический) — широкий пластмассовый ведущий поясок. Рядом винтовочный патрон 7,62×63 мм.

Масса GAU-8 составляет 281 кг, масса всей пушечной установки — 1830 кг (включая систему подачи патронов и барабан с полным боекомплектом). Диаметр патронного ящика 86 см, длина 182 см. Боекомплект насчитывает 1350 патронов. Дульная скорость снаряда составляет 990 м/c, как и у 20 мм пушки M61 Vulcan.
Боекомплект пушки состоит из комбинации четырёх патронов с бронебойным подкалиберным снарядом PGU-14/B, масса снаряда 395 г, и одного патрона с ОФЗ снарядом PGU-13/B массой 378 г. Снаряд PGU-14/B бронебойный подкалиберный с сердечником из обеднённого урана в алюминиевом корпусе. Пушка предназначена для борьбы с танками и другими бронированными целями, обеспечивает, при используемой тактике нанесения ударов, пробитие наиболее тонких участков бронирования горизонтальных проекций основных танков. Известно, что снаряды из обеднённого урана обладают пирофорным эффектом и в заброневом пространстве вызывают воспламенение дизельного топлива.
Гильза патрона GAU-8/A алюминиевая вместо традиционных стальной или латунной, что позволило увеличить боекомплект пушки на 30 процентов при фиксированной (заданной) массе. Снаряды с пластмассовым ведущим пояском для увеличения срока службы (живучести) ствола. Вначале скорострельность можно было переключать между 2100 выстрелов в минуту и 4200 выстр./мин, позже максимальное значение скорострельности 4200 в/мин ограничили значением 3900 выстр./мин. На практике продолжительность огня пушки ограничена одно- или двухсекундным залпом во избежание перегрева стволов и перерасхода патронов, и для увеличения срока службы стволов, перерыв для охлаждения составляет около минуты. Срок службы блока стволов составляет 21 тысячу выстрелов. Цикл стрельбы начинается с раскрутки блока стволов от двух гидравлических приводов, питающихся от гидросистемы самолёта.
Система подачи патронов GAU-8/A беззвеньевая для уменьшения массы. Стреляные гильзы не выбрасываются наружу, а собираются обратно в барабан, чтобы не повредить обшивку самолёта во время стрельбы. Система подачи аналогична системе пушки M61 Vulcan, но использует более современные конструкцию и материалы для снижения массы.

## Варианты
Многие технологии, впервые применённые в пушке GAU-8/A позже были использованы в 25-мм пушке GAU-12/U Equalizer самолёта вертикального взлёта Harrier II, одинаковой по размерам с M61, но имевшей большую поражающую способность. С использованием технологий GAU-8/A General Electric разработала четырёхствольную пушку GAU-13 для подвесного контейнера GPU-5/A. На базе GAU-8 так же была создана автоматическая пушка Goalkeeper для ПВО кораблей.

## Точность стрельбы
Точность стрельбы из пушки GAU-8/A характеризуется следующими параметрами: 5 миллирадиан (мрад.), 80 процентов; это означает, что при стрельбе 80 процентов всех снарядов распределяются внутри конуса с углом при вершине 5 мрад, и на расчётной дальности действительного огня 1220 м попадают в круг радиусом 6,1 м. Для сравнения, точность стрельбы из авиапушки М61 составляет 8 мрад.

## Отдача
Существует городская легенда, что сила отдачи GAU-8 так велика, что тяги двигателей A-10 не хватит, чтобы продолжить полёт при длинной очереди из пушки, самолёт остановится в воздухе, сорвётся в штопор или даже полетит назад.
Сила отдачи GAU-8, {\displaystyle F}, может быть рассчитана по законам физики:
{\displaystyle mv=Ft}, где {\displaystyle m} есть масса снаряда, {\displaystyle v} — дульная скорость, {\displaystyle t} — время.
Сила отдачи GAU-8 равна:
{\displaystyle F={\frac {mv}{t}}\times r\times t}
или после преобразования:
{\displaystyle F=mvr},
где

{\displaystyle m} — масса снаряда (0.425 кг)
{\displaystyle v} — дульная скорость (1067 м/с)
{\displaystyle r} — скорострельность (70 выстрелов в секунду)
При скорострельности пушки 4200 выстрелов в минуту, 70 425-граммовых снарядов вылетают из стволов пушки каждую секунду со скоростью 1067 м/с. Отсюда следует, что сила отдачи пушки равна примерно 30 кН. Здесь утверждается, что сила отдачи GAU-8 равна примерно 45 кН, разница обусловлена дополнительной силой от истекающих из стволов пороховых газов. Суммарная максимальная сила тяги двух двигателей A-10 равна 80 кН, сила отдачи пушки чуть больше половины силы тяги и недостаточна для того, чтобы остановить самолёт.
Однако столь мощная отдача эквивалентна отключению одного из двигателей и приводит к быстрому торможению самолёта, особенно при полёте на больших скоростях. Кроме того, отдача возникает несколько позже команды пилота (время, требуемое на раскрутку блока стволов) и нарастает практически мгновенно до максимальных значений (а следовательно — получаются критические значения рывка), вызывая крайне неприятные ощущения у пилотов.
Аналогичные ощущения описываются пилотами других типов лёгких самолётов с установленными скорострельными авиапушками (в частности, F-16 и МиГ-27).

## Аналоги

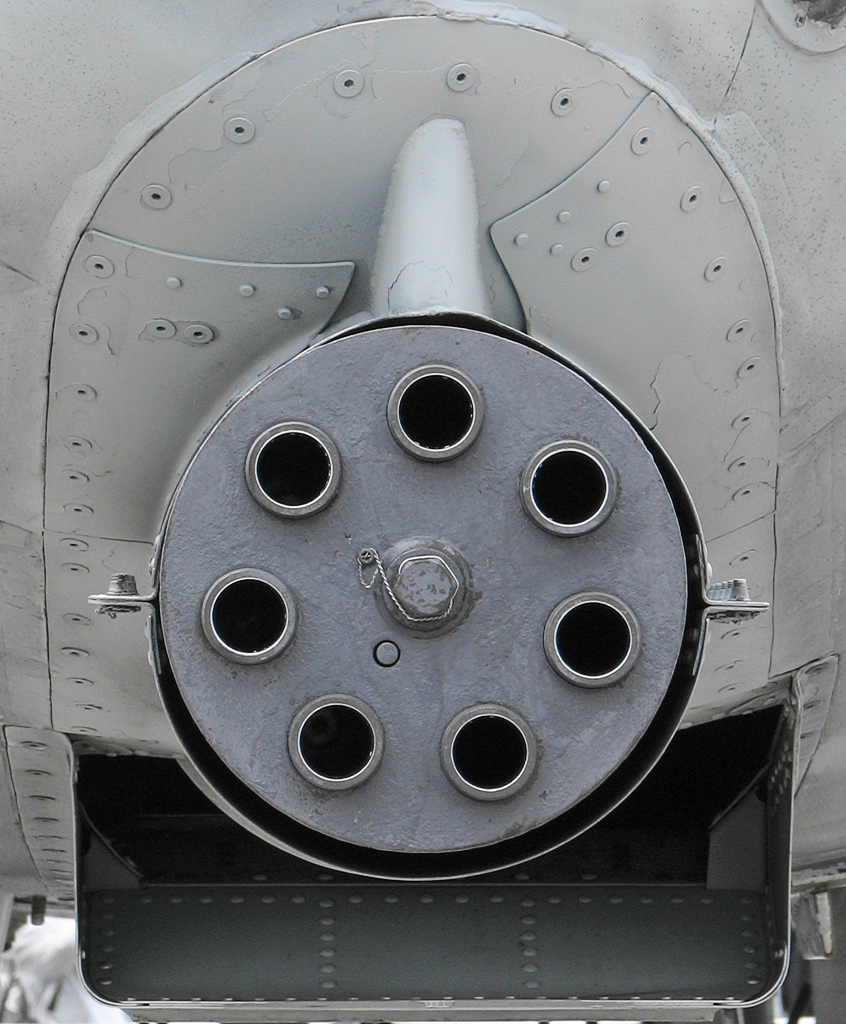
Вид спереди на блок стволов

По некоторым данным, GAU-8 уступает советской/российской корабельнойГШ-6-30 (9-А-621) в скорострельности, но превосходит её в начальной скорости снаряда.

## Характеристики
- Тип оружия: семиствольная автоматическая пушка
- Калибр: 30 мм
- Снаряд: 30×173 мм
- Принцип действия: схема Гатлинга с вращающимся блоком стволов и внешним приводом на автоматику
- Число стволов: 7
- Длина пушечной системы (вместе с патронным ящиком): 6400 мм
- Длина пушки: 2900 мм
- Длина стволов 2229 мм
- Нарезы стволов:
- Масса системы (полная): 1830 кг
- Масса пушки: 281 кг
- Масса боекомплекта: 937 кг
- Боекомплект: 1174 снарядов — максимальная загрузка; 1150 — стандартная[13]
- Темп стрельбы: 2100—3900 выстр./мин
- Рекомендованная длина очереди: до 150 выстр. за раз
- Подача патронов: беззвеньевая
- Начальная скорость: БПС 1010 м/с, ОФЗ 1070 м/с
- Эффективная дальность стрельбы: 1250 метров
- Точность попаданий (до перегрева стволов): 80 % снарядов на расстоянии 1219 м попадают в круг радиусом 6,1 м
- Патроны:
  - PGU-14/B с бронебойным подкалиберным снарядом
  - PGU-13/B с ОФЗ снарядом
  - PGU-15/B с практическим снарядом
- Бронепробиваемость БПС PGU-14/B :
  - 69 мм на дальности 500 м
  - 38 мм на дальности 1000 м
- Мощность электромотора: 77 л. с.
- Время на остывание с вращением блока стволов после прекращения огня: 24, 60, 100, 150 сек в зависимости от длины очереди